# Монтичели Терме
Монтичели Терме (итал. Monticelli Terme) је насеље у Италији у округу Парма, региону Емилија-Ромања.
Према процени из 2011. у насељу је живело 4345 становника. Насеље се налази на надморској висини од 95 м.